# Erik Vikström
Erik Gustav Vikström, född den 6 november 1941 i Kronoby, Vasa län, är en finländsk biskop emeritus, son till folkskollärare Edvin Vikström och Hilma Lindström, bror till John Vikström. 
Efter studentexamen vid Gamlakarleby svenska samlyceum 1960 blev Vikström teologie kandidat 1964 och teologie licentiat 1968 vid Helsingfors universitet. Han prästvigdes för Borgå stift 1967. Han var sekreterare i Luthersk inremission 1965-67, ex officio adjunkt i Lukas församling i Helsingfors 1967 och kaplan i Sibbo svenska församling 1967–1974. Han blev teologie doktor vid Åbo Akademi 1974 på en avhandling om luthersk predikohistoria. Han var missionssekreterare i Finska missionssällskapet 1974–1975, missionär och lärare vid Makumira Theological College i Tanzania 1976–1979, kyrkoherde i Pedersöre 1980–1982 och biskop i Borgå stift 1983–2006, där han efterträdde sin bror John som samtidigt blev ärkebiskop. Erik Vikströms brorson Björn var biskop i Borgå stift 2009–19.